# 뷰티풀 라이즈
뷰티풀 라이즈(De vrais mensonges)는 2010년 공개된 프랑스의 영화이다.
이 영화는 Beautiful Lies와 Full Treatment이라는 제목으로 영어권 국가에서 배포되었다.

## 줄거리
미용실 공동 운영자인 에밀리는 자신의 직원인 장으로부터 익명의 연애 편지를 받게 된다. 장은 사실 고학력자이지만, 우울증을 겪은 후 미용실에서 잡일을 하는 인물이다. 에밀리는 편지에 별다른 감흥을 느끼지 못하고, 오히려 이 편지를 결혼 실패 후 우울한 어머니 마디에게 전달한다. 마디는 편지에 크게 감동하여 다시 활력을 되찾게 된다. 한편, 에밀리는 중국어로 격렬하게 논쟁하는 장을 보고 그가 뛰어난 외국어 실력을 갖춘 고학력자임을 알게 되면서, 자신의 학력이 그에 미치지 못한다는 사실에 불안감을 느끼기 시작한다.
마디는 더 이상 편지를 받지 못하자 다시 우울해진다. 에밀리는 어머니를 위해 익명의 편지를 직접 쓰기 시작하지만, 마디는 편지의 내용이 감동이 부족하다며 혹평한다. 장을 피하고 싶었던 에밀리는 그에게 우편물 발송 등의 심부름을 시키고, 우표가 부족해진 장이 직접 에밀리가 마디에게 보낸 가짜 연애 편지를 전달하는 상황이 벌어진다. 마디는 장이 편지를 우체통에 넣는 것을 목격하고, 그를 자신에게 편지를 보낸 비밀스러운 연인이라고 믿고 적극적으로 그에게 다가간다.

## 출연

### 주연
- 오드리 토투
- 나탈리 베이
- 사미 부아질라

### 조연
- 스테파니 라가드
- 주디스 쳄라
- 디디에 브리스
- 다니엘 듀발

## 기타
- 의상: 비르지니 몬텔